# Refeia

refeia(레페이아)는 일본의 프리랜서 삽화가이다. 2007년까지 사용한 다른 펜네임 미시마 히로시 혹은 히로시가 있다. 기후현 출신.
대학원 공학 석사 과정 수료 후, 2006년 3월까지 연구 개발계 엔지니어가 되었다가 삽화가로 전향했다. 주로 暁WORKS의 어덜트 게임 원화나 라이트 노벨 삽화를 맡고 있다.
잡지 《게임라보》(산사이 북스) 2010년 4월호부터 《불타오른다! CG 교실》교사를 맡고 있다.